# Поклонение волхвов (Давид)
«Поклонение волхвов» — картина нидерландского живописца Герарда Давида. Написана маслом на деревянной панели (60 х 59,2 см) между 1515 и 1523 годами. Хранится в Национальной галерее в Лондоне. Изначально картина являлась частью диптиха (двустворчатого алтаря). Другая часть «Оплакивание Христа (Пьета)» также хранится в Национальной галерее в Лондоне.

«Оплакивание Христа». Вторая часть алтарного диптиха

## Композиция картины
Композиция картины основана на традиционной иконографии, следующей евангельскому тексту (Мф. 2:1—11) о трёх мудрецах, пришедших с Востока, чтобы поклониться младенцу Иисусу и принести ему дары. Слово «волхвы» — перевод с греческого на церковнославянский и русский языки слова «маги».
Поклонение волхвов является одним из наиболее распространённых сюжетов в живописи средневековых мастеров, писавших картины на тему рождения Иисуса. Для художников того времени сцена поклонения волхвов служила поводом продемонстрировать своё мастерство, изображая богатые восточные костюмы библейских «царей» и их свиты. Примером такого подхода служит картина «Поклонение волхвов» Яна Госсарта. По мнению некоторых критиков, Герард Давид ориентировался при создании своего произведения на картину Яна Госсарта. Однако интерпретация сюжета Давидом проще и строже. Композиция симметрична, пять ключевых фигур занимают бо́льшую часть картинного пространства и создают согласно диагональному методу зрительное движение справа налево. Третье движение — в глубину создано тремя последовательно расположенными фронтальными планами: фигуры, архитектурные руины и далевой пейзаж.
Как и многие произведения других художников, картина Давида объединяет два сюжета: поклонение волхвов и поклонение пастухов. На картине Герарда Давида за спиной склонённого царя расположены пастухи, а позади них стоит царская свита — три человека с тюрбанами на головах. Ещё одна фигура в тюрбане показана в тени немного вверх по лестнице в башне слева — это Иосиф Обручник.
Традиционные в изображении поклонения волхвов вол и осёл не помещены в композицию главной сцены. Их можно увидеть через разрушенную стену Вифлеема над головой царя, они пасутся на траве.

## Провенанс
Картины «Поклонение волхвов» и «Оплакивание Христа» впервые были проданы как часть коллекции разорившегося торговца сахаром Фредерика Бенджамина Кинга на аукционе Кристис в Лондоне в июне 1830 года. «Поклонение волхвов» причисляли к произведениям Мабюза (Яна Госсарта). Авторство «Оплакивания Христа» на тот момент не было установлено, картина была просто приписана неизвестному фламандскому художнику. За картины было выручено £4 и £4,12, соответственно. Покупатели остались неизвестными. Обе картины имеют розовый бумажный ярлык с надписью «King 157», наклеенный на их реверсе.
Произведения были воссоединены в 1831 году. Тогда же начала проясняться история их происхождения, после того как они попали в коллекцию Карла Адерса, немецкого торговца, проживавшего в Лондоне. В 1835 году обе картины были проданы с аукциона ещё раз и приобретены доктором Уиллисом, а затем перешли к хирургу Джозефу Генри Грину. Обе картины экспонировались на выставке, состоявшейся в Манчестере в 1857 году. Грин умер в 1863 году, и его вдова, Энн Элиза, завещала все произведения голландской и фламандской живописи Национальной галерее, которая получила их в 1880 году.
В настоящее время картина считается произведением, созданным, в основном, самим Давидом, не исключая традиционной для того времени помощи в создании произведения со стороны кого-либо из учеников. Картина выдержана в стиле самого художника; кроме того, по словам критиков, «ни один из непосредственных последователей Давида, по-видимому, не имел достаточно способностей, чтобы создать композицию столь пленительной простоты».
Как то нередко случалось с картинами других ранних нидерландских мастеров, авторство произведения приписывалось разным художникам, в частности, Яну Госсарту и Хансу Мемлингу. Густав Фридрих Вааген в 1850-е годы классифицировал её как некую картину «школы Ван Эйка», а Иоганн Пассаван причислял её к произведениям раннего Рогира ван дер Вейдена младшего. Лондонская Национальная галерея каталогизировала картину, с оговорками, как произведение «фламандской школы». Только в 1920-х годах, в результате исследований Жоржа Юлена де Лоо, картину отнесли к школе Давида Герарда, хотя автор и не был убеждён, что картина была делом рук самого мастера. В искусствоведении XX века вопрос об авторстве считается решённым, и сомнения вызывает лишь доля участия Герарда Давида в создании произведения.

## Другие картины Герарда Давида на сюжеты «Рождество» и «Поклонение волхвов»

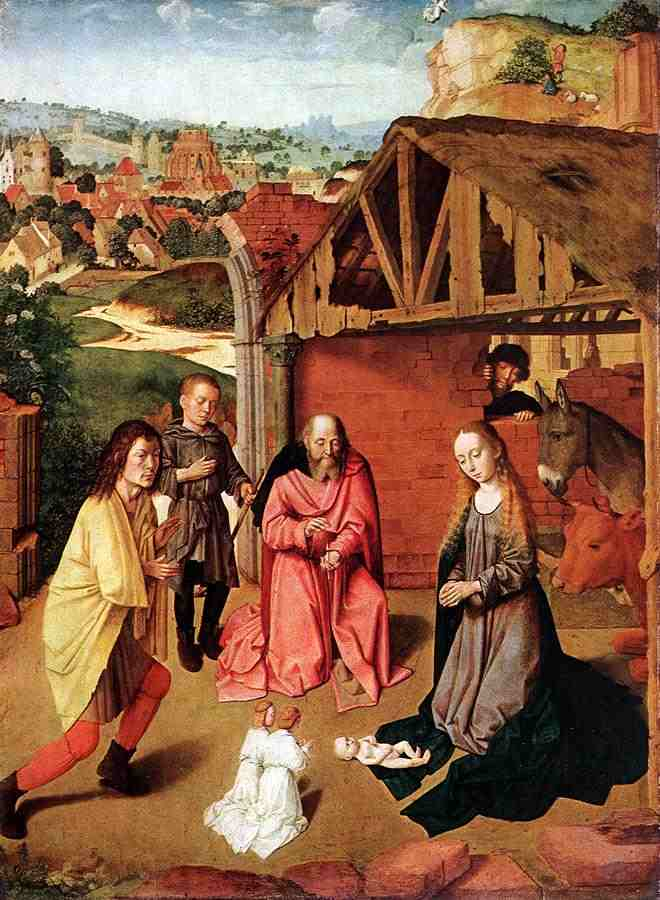
Рождество. Ок. 1490. Дерево, масло. Музей изобразительных искусств, Будапешт
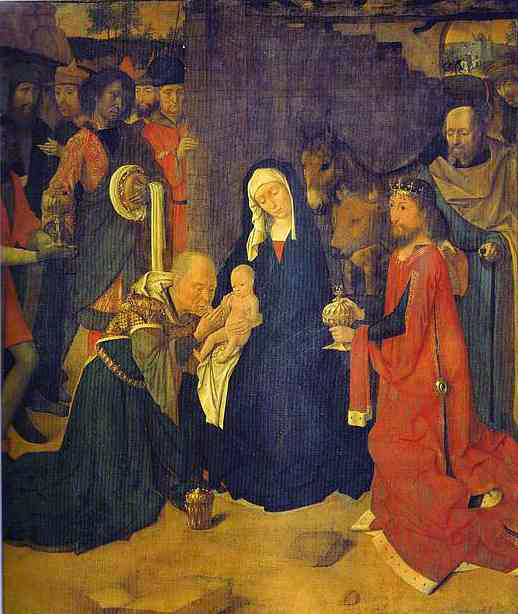
Поклонение магов. 1495. Холст, темпера. Уффици, Флоренция
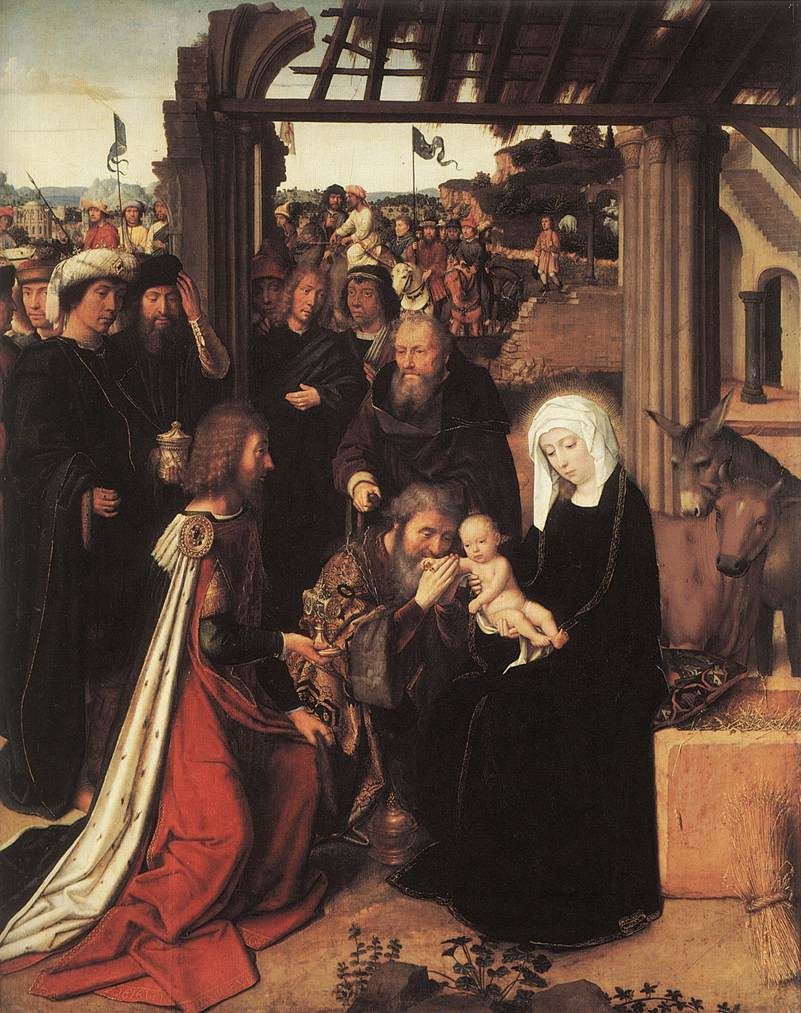
Поклонение магов. 1490. Дерево, масло. Королевские музеи изящных искусств, Брюссель
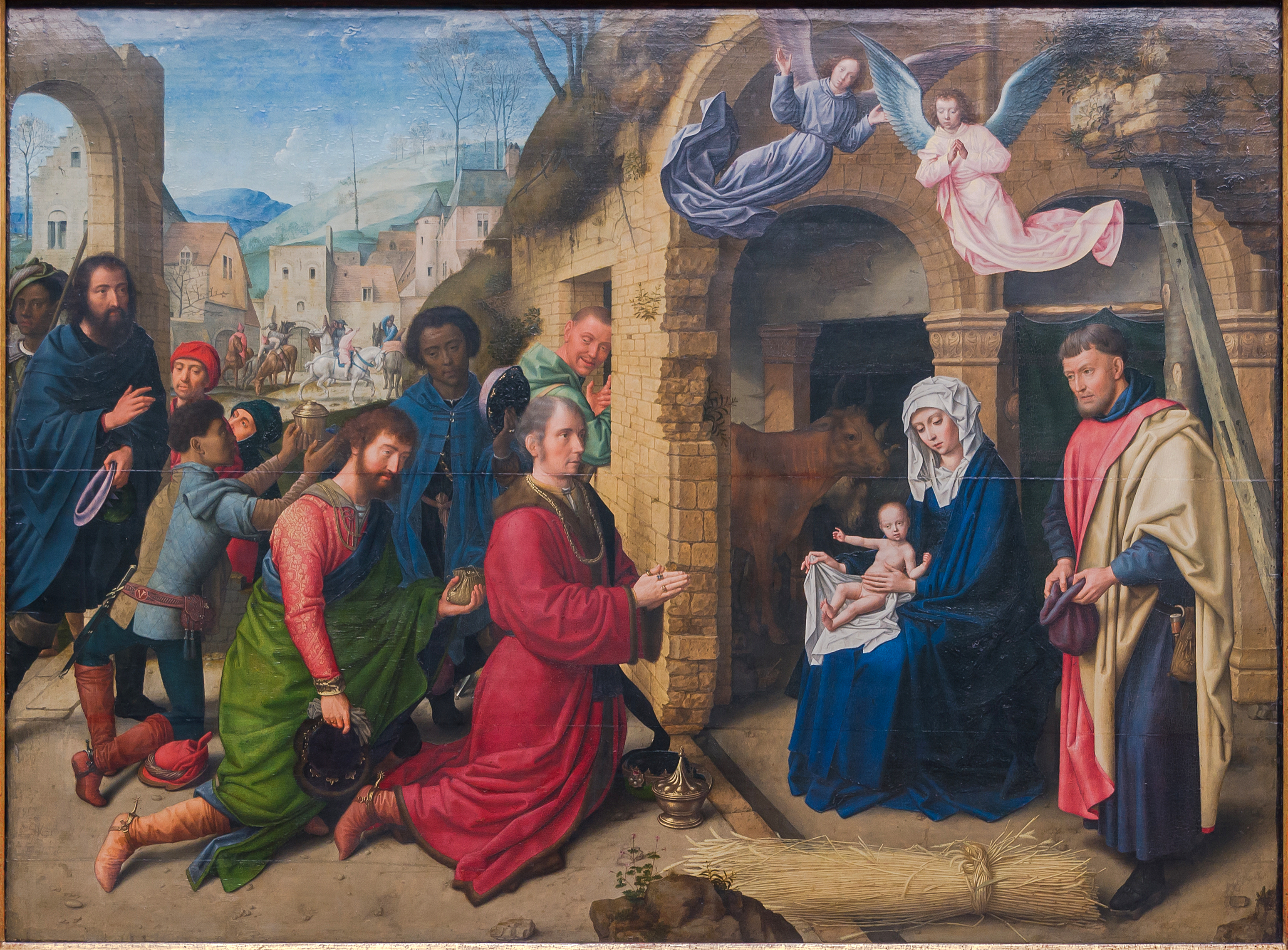
Поклонение трёх царей. Между 1495 и 1505. Дерево, масло. Копия. Старая пинакотека, Мюнхен
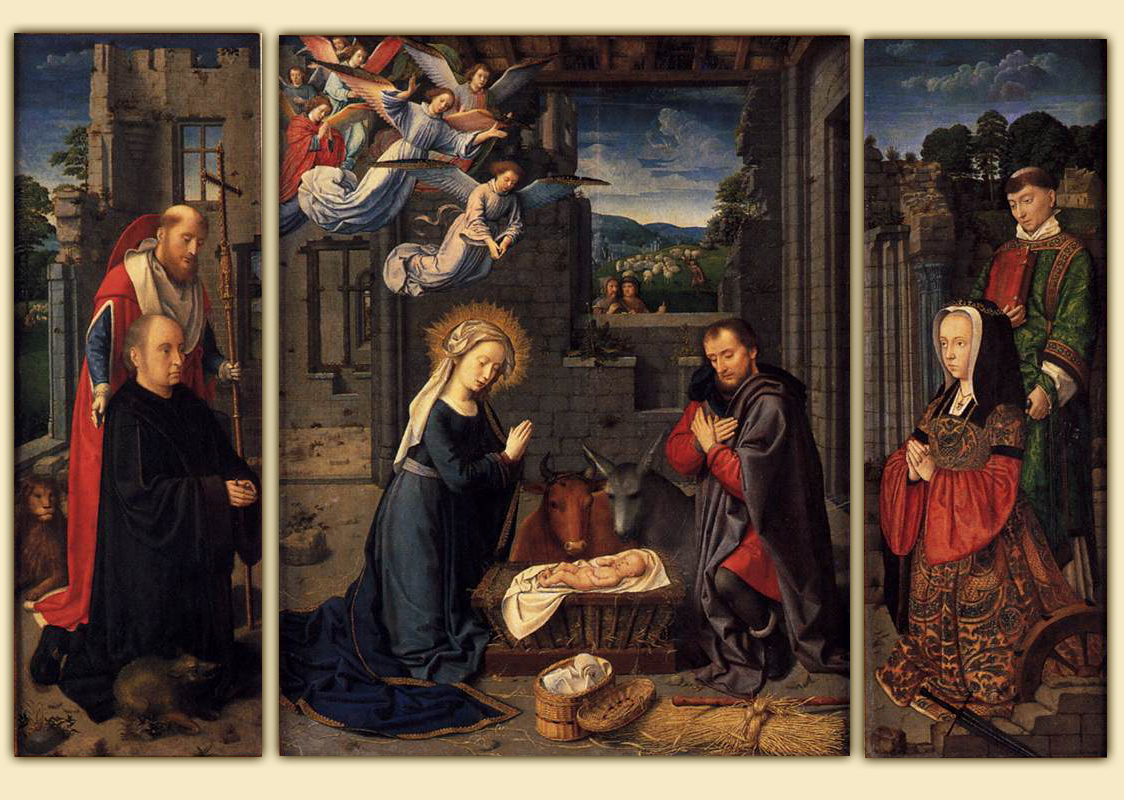
Рождество. Триптих. Между 1505 и 1515. Холст, масло. Метрополитен-музей, Нью-Йорк